# Hässelby holme

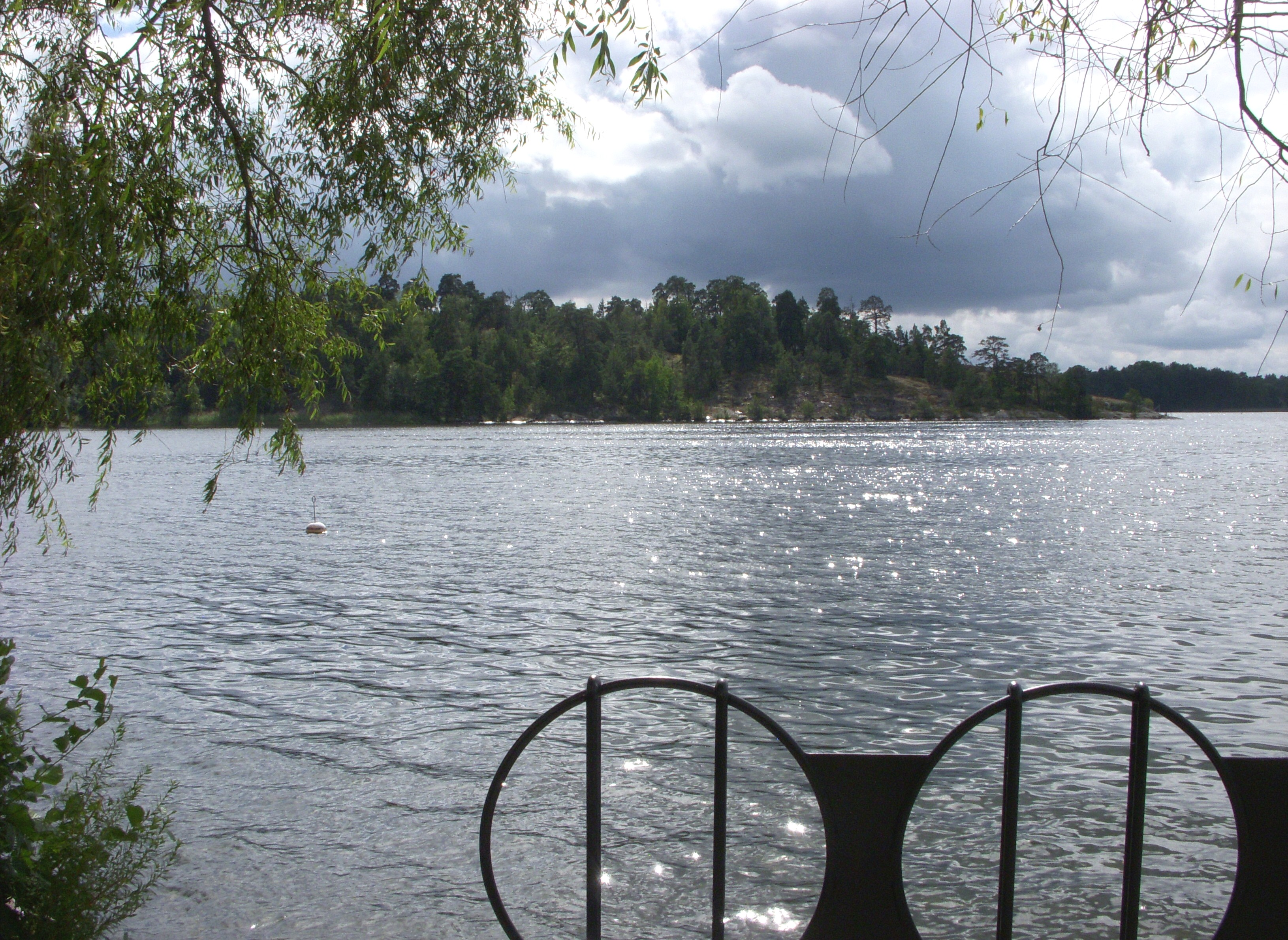
Hässelby holme, vy från Hässelby strand.

Hässelby holme är en ö i Östra Mälaren med läge i Lambarfjärden mellan  Hässelby strand och Lambarudd. Kommungränsen mellan Stockholms kommun och Ekerö kommun går genom södra delen av holmen. Huvuddelen av ön  tillhör stadsdelsområdet Hässelby-Vällingby i Västerort.
Hässelby holme är en del av Grimsta naturreservat och hör till Stockholms "gröna kilar", vars natur sträcker sig från Stockholms innerstad ut till kranskommunerna.
Hässelby holmes södra delar är tillsammans med grannön Grubbholmen en del av ett större öområde som genom den postglaciala landhöjningen alltmer höjer sig ur Mälaren och så småningom kommer att växa ihop till en sammanhängande ö. Vattenområdet mellan öarna är bara 1,8 meter djupt.